# Brian Auger
Brian Auger (Londra, 18 luglio 1939) è un tastierista britannico.
Di estrazione jazz e rock, è stato popolare soprattutto negli anni sessanta e settanta come virtuoso dell'organo Hammond.
Pianista jazz, bandleader, musicista ed esperto organista con l'Hammond B3, Auger ha suonato o è stato in tournée con artisti come Rod Stewart, Mina, Mango, Zucchero Fornaciari. Ha suonato jazz, il primo pop inglese, R&B, musica soul e rock, ed è stato nominato per un Grammy.

## Biografia
Agli inizi degli anni sessanta Brian Auger suona il piano nei locali di Londra con un trio jazz, già col nome di Trinity. Nel 1964 passa dal piano all'organo e suona, tra l'altro, assieme a John McLaughlin e Rick Laird (ambedue diverranno famosi con la Mahavishnu Orchestra).
Nel 1965 forma la seconda versione dei Trinity, con il bassista Rick Brown e il batterista Micky Waller, che nel 1967 sarà prima brevemente a fianco di John Mayall e poi con Jeff Beck. Ben presto, sotto la guida di Giorgio Gomelsky e con un'altra formazione, nasce l'avventura del supergruppo Steampacket, che vede al suo interno personaggi come Rod Stewart, Long John Baldry, Julie "Jools" Driscoll (segretaria del fan club degli Yardbirds il cui manager era Gomelsky) e Vic Briggs (poi con Eric Burdon e gli Animals).

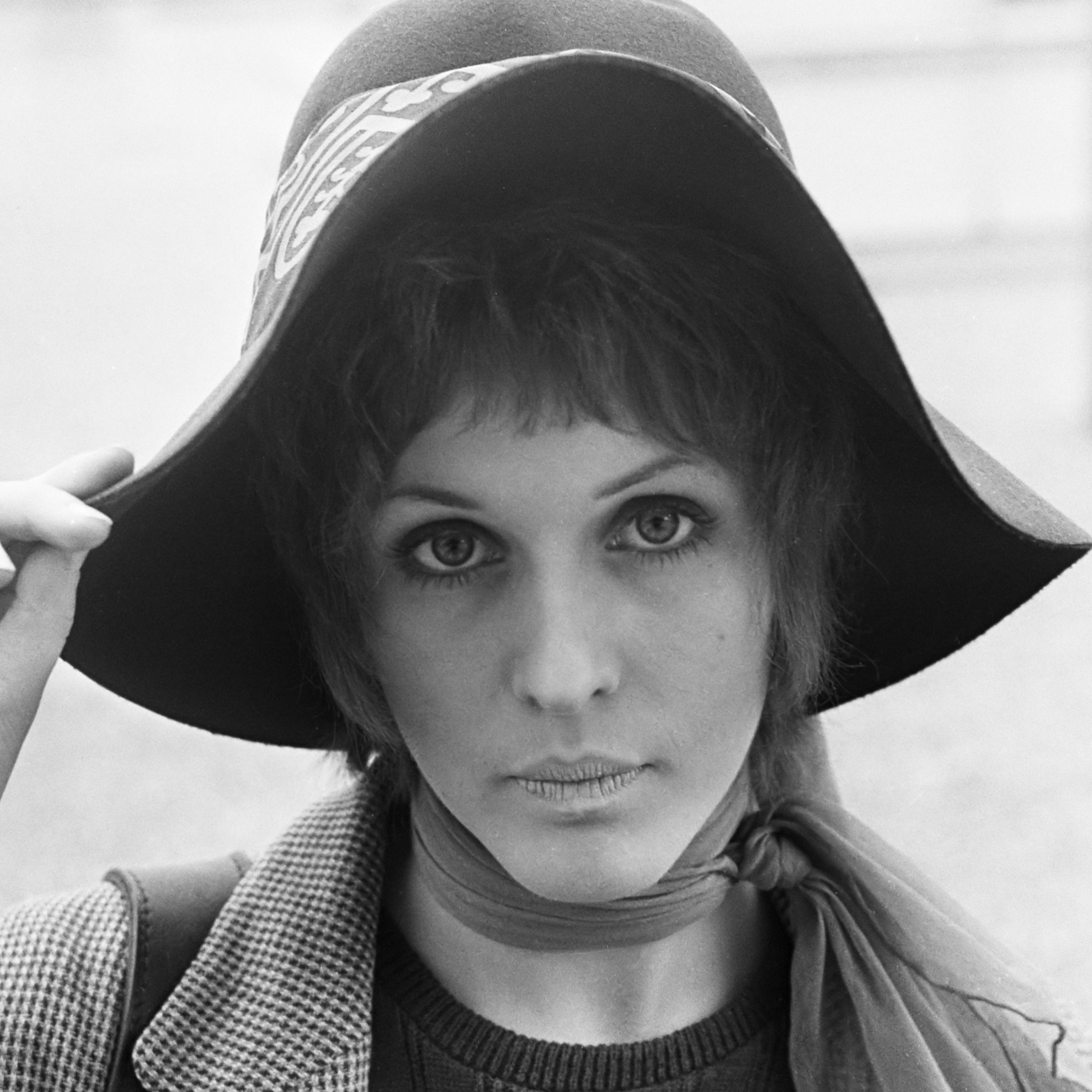
Julie Driscoll nel 1968

Finita l'avventura Steampacket nel 1966, Auger torna a formare i Trinity, portando con sé anche Julie Driscoll, Gary Boyle, Dave Ambrose e Clive Thacker. La formazione registra diversi singoli di successo, tra cui la cover di Road to Cairo di David Ackles e quella di This Wheel's on Fire di Bob Dylan che è stata inclusa anche nella raccolta Dylan Covered della rivista Mojo. Nel 1969 il gruppo è protagonista di una trasmissione americana, 33⅓ Revolutions Per Monkee, una specie di sceneggiato musicale con una storia incentrata proprio su Brian Auger, Julie Driscoll e i Monkees. Nel 1969, dopo la registrazione dell'album capolavoro Streetnoise (con il brano Czechoslovakia scritto da Julie Driscoll durante l'invasione sovietica dell'agosto 1968), durante la tournée americana la Driscoll abbandona il gruppo, per sposare l'anno dopo il pianista inglese Keith Tippett e assumere il nome d'arte di Julie Tippetts, seguendo il marito nei suoi progetti musicali più legati al jazz.
In questo periodo, lanciato da Renzo Arbore nella trasmissione radiofonica Per voi giovani, gode di una certa popolarità anche presso il pubblico italiano e incide un 45 giri in lingua italiana dal titolo Il gatto nero, che cita volutamente il famoso The Cat di Jimmy Smith, organista jazz al quale dichiaratamente si ispira nello stile.
Nel 1970 ha formato la Brian Auger's Oblivion Express. La Oblivion Express è servita come esperienza a diversi musicisti, tra cui Robbie McIntosh e Steve Ferrone, futuri batteristi di The Average White Band, come anche il chitarrista Jim Mullen. Inoltre, nel 1971 ha prodotto ed è apparso sull'unico album dei Mogul Thrash. Anche due membri di quella band, Roger Ball e Malcolm Duncan, sarebbero poi andati a formare la Average White Band.
Nel 1977 c'è un tentativo di riunione musicale con la Driscoll/Tippett, Brian e Julie registrano l'album Encore, ma il risultato non soddisfa i fan, la musica è cambiata e si è fatta più commerciale, quantunque la capacità degli interpreti resti inalterata.
Nel 1986 collabora nel disco Odissea di Mango.
Nel 1989, Auger è stato direttore musicale per il film in 13 parti della serie retrospettiva Villa Fantastica, prodotto per la TV tedesca. Una registrazione live della serie, Super Jam (1990), vede Auger al piano, Pete York alla batteria, Dick Morrissey al sassofono tenore, Roy Williams al trombone, Harvey Weston al basso, con i cantanti Zoot Money e Maria Muldaur.
Auger va poi in tour con Eric Burdon nei primi anni novanta, e registra con lui l'album dal vivo Access All Areas nel 1993. Dopo diversi progetti, compresi degli album coi membri della sua famiglia, riforma gli Oblivion Express (la cui attività nel frattempo si era interrotta) verso la fine degli anni novanta, con una formazione che include il figlio ed in tempi diversi le due figlie.
Gli Oblivion Express tornano a registrare nel 2005 e poi vanno in tournée. Il gruppo comprende Brian Auger, suo figlio Karma Auger alla batteria, sua figlia Savannah Auger alla voce e Derek Frank al basso.
Nel 2010, è ospite nell'album Drum'n'voice 3 di Billy Cobham, prodotto Lino Nicolosi e Pino Nicolosi : Team etichetta Nicolosi productions. L'album vede la partecipazione di numerosi ospiti internazionali come Chaka Khan, Gino Vannelli, George Duke, Bob Mintzer, Alex Acuña, John Scofield e Novecento.
Il 29 marzo 2011 è uscito il progetto postumo di Giuni Russo A casa di Ida Rubinstein 2011, in cui Brian Auger suona nel brano Vanne o rosa fortunata.
Nel biennio 2016/2017 è stato un componente fisso della band di Zucchero Fornaciari durante il Black Cat World Tour.

## Formazioni

### Brian Auger & the Trinity

#### 1963 (The Trinity)
- Brian Auger (piano)
- Rick Laird (basso)
- Phil Kinorra (batteria)

#### 1965 (The Trinity)
- Brian Auger (organo Hammond)
- Rick Brown (basso)
- Micky Waller (batteria)

#### 1966-1967 (Julie Driscoll Brian Auger & the Trinity)
(da ultimi mesi del 1966 a inizio 1967)
- Julie Driscoll (voce)
- Brian Auger (organo Hammond)
- Roger Sutton (basso)
- Vic Briggs (chitarra)
- Clive Thacker (batteria)

#### 1967-1969 (Julie Driscoll Brian Auger & the Trinity)
(da inizio 1967 a maggio 1969)
- Julie Driscoll (voce)
- Brian Auger (organo Hammond, piano)
- Dave Ambrose (basso)
- Gary Boyle (chitarra) inizio 1967-giugno 1967
- Clive Thacker (batteria)

#### 1969-1970 (Brian Auger & the Trinity)
(da giugno 1969 ad agosto 1970)
- Brian Auger (organo Hammond, piano)
- Dave Ambrose (basso)
- Gary Boyle (chitarra)
- Clive Thacker (batteria)

### Brian Auger's Oblivion Express (1970-in attività)

#### Formazione attuale
- Savannah Grace Auger - voce (1999-presente)
- Brian Auger - organo Hammond, piano elettrico (1970-presente)
- Karma D. Auger - batteria (1995-presente)
- Derek Frank - basso (2001-presente)

#### Membri del passato
- Robbie McIntosh, batteria (1970-1972)
- Jim Mullen, chitarra (1970-1972)
- Barry Dean, basso (1970-1975)
- Alex Ligertwood, voce (1970-1972, 1974-1977)
- Godfrey Maclean, batteria (1972-1973)
- Lenox Langton, conga (1972-1974, 1975-1977)
- Jack Mills, chitarra (1972-1977)
- Steve Ferrone, batteria (tour 1973-1974)
- Andre (Dede) Ceccarelli, batteria (tour 1974)
- Clive Chaman, basso (1975-1977)
- Dave Dowle, batteria (1975-1976 registrazione album & Tour)
- Lenny White, batteria (1977 registrazione album)
- Ho Young Kim, chitarra (1978-1982)
- Paul Jackson, basso (1978-1979)
- Mike Clark, batteria (1978-1979)
- Steve Evans, basso (1980-1982, 1986 registrazione album & Tour)
- Larry Vann, batteria (1980-1982, 1986 registrazione album & Tour)
- Rick Hannah, chitarra (1982, 1986 registrazione album & Tour)

#### New Oblivion 1995-oggi
- Ali Auger, voce (1995-1999)
- Nick Sample, basso (1995-1996)
- Chris Clermont, chitarra (1995-2001)
- Karma Auger, batteria (1995-presente)
- Mark Meadows, basso (1997-2002 in alternanza)
- Dan Lutz, basso (1998-2001 in alternanza)
- Savannah Grace Auger, voce (1999-presente)
- Chris Winston, basso (1999 tour)
- Derek Frank, basso (2002-presente in alternanza)
- Andreas Geck, basso (2003-presente in alternanza)
- Chris Golden, basso (2003-2005)

## Discografia

### Brian Auger's Oblivion Express

#### Album
- 1971 - Brian Auger's Oblivion Express
- 1971 - A Better Land
- 1972 - Second Wind
- 1973 - Closer to It!
- 1974 - Live Oblivion Volume 1
- 1974 - Live Oblivion Volume 2
- 1974 - Straight Ahead
- 1975 - Reinforcements
- 1975 - Happiness Heartaches
- 1981 - Search Party
- 1987 - Keys to the Heart
- 1999 - Voices of Other Times
- 2005 - Live at the Baked Potato (Doppio CD)
- 2005 - Live at the Baked Potato (DVD)
- 2005 - Looking In the Eye of the World

#### Raccolte
- 1995 - The Complete Live Oblivion
- 1996 - Best of Brian Auger
- 2006 - Live Oblivion Vol. 1 / Vol. 2
- 2005 - Looking In the Eye of the World

#### Singoli
- 1971 - Maria's Wedding / Tomorrow City
- 1973 - Happiness Is Just Around the Bend / Inner City Blues
- 1973 - Inner City Blues / Light on the Path
- 1974 - Straight Ahead / Change

### Brian Auger & The Trinity

#### Album
- 1967 - Open
- 1968 - Definitely What (senza Julie Driscoll)
- 1969 - Streetnoise (Album doppio)
- 1970 - Befour (senza Julie Driscoll)

#### EP
- 1968 - Julie Driscoll, Brian Auger & the Trinity
- 1968 - This Wheel's on Fire
- 1969 - Julie Driscoll, Brian Auger & The Trinity

#### Raccolte
- 1968 - Jools & Brian
- 1969 - The Best Of The Best Of Julie Driscoll & Brian Auger
- 1970 - The Best Of The Best Of Julie Driscoll, Brian Auger & the Trinity
- 1972 - Pop History Vol. 26  (due LP)
- 1974 - Genesis
- 1975 - Julie Driscoll & Brian Auger
- 1977 - London 1964-1967
- 1980 - Rock Legends
- 1982 - Historia de la música rock - Vol. 21
- 1982 - Julie Driscoll, Brian Auger and the Trinity
- 1988 - The road to Vauxhall 1967-1969
- 1990 - Season of the Witch
- 1992 - Best of Julie Driscoll & Brian Auger
- 1994 - Les génies du Rock n°083: Jazz n Blues
- 2000 - If Your Memory Serves You Well (Best of)
- 2004 - A Kind of Love in 1967-1971
- 2009 - Open / Definitely What!...
- 2009 - Streetnoise / The Mod Years
- ???? - Highlights of Brian Auger & The Trinity (senza Julie Driscoll?)

#### Singoli
- 1965 - Fool Killer / Let's Do It Tonight
- 1965 - Green Onions '65 / Kiko
- 1967 - Season of the Witch
- 1967 - Tramp / Break It Up
- 1967 - Tiger / Oh Baby, Won't You Come Back Home to Croydon
- 1967 - Red Beans and Rice, Part 1 / Red Beans and Rice, Part 2
- 1967 - Save Me (Part 1 & 2)
- 1967 - Black Cat / In and Out
- 1967 - Black Cat (Gatto nero) (versione in italiano) / Goodbye Jungle Telegraph
- 1968 - I'm a Lonesome Hobo / A Kind of Love In
- 1968 - This Wheel`s on Fire / Road to Cairo
- 1968 - I Don't Know Where You Are / A Kind of Love In
- 1968 - This Wheel's on Fire / A Kind of Love In
- 1968 - What You Gonna Do? / Bumpin' on Sunset
- 1968 - Road to Cairo / Shadows of You
- 1969 - Let the Sunshine In / I've Got Life
- 1969 - Tiger / Beedle and Bo
- 1969 - Take Me to the Water / Indian Rope Man
- 1969 - Take Me to the Water / Let the Sunshine In
- 1970 - I Want to Take You Higher / Just Me Just You
- 1971 - Just You Just Me / Adagio per archi e organo
- 1971 - Listen Here / I Wanna Take You Higher

### Brian Auger & Julie Driscoll

#### Album
- 1977 - Encore - Brian Auger & Julie Tippett (Reunion Album)

### Altro

#### Album
- 1965 - Don't Send Me No Flowers - Sonny Boy Williamson
- 1965- 1969 - The Mod Years (Raccolta di 45 giri e rarità)
- 1982 - Here and Now
- 1986 - Odissea - Mango
- 1990 - Super Jam - Villa Fantastica
- 1993 - Access All Areas: Live - Eric Burdon/Brian Auger Band (Doppio album)
- 1993 - Tony Williams: Live in Tokyo 1978
- 1998 - Blue Groove - Karma Auger
- 2001 - Soft & Furry - Ali Auger
- 2004 - Auger Rhythms: Brian Augers Musical History (The Trinity, Julie Driscoll, Oblivion Express)
- 2005 -  Brian Auger: Insights of the Keyboard Master (DVD).